# Doña Juana
Le Doña Juana est un stratovolcan de Colombie culminant à 4 150 m d'altitude.

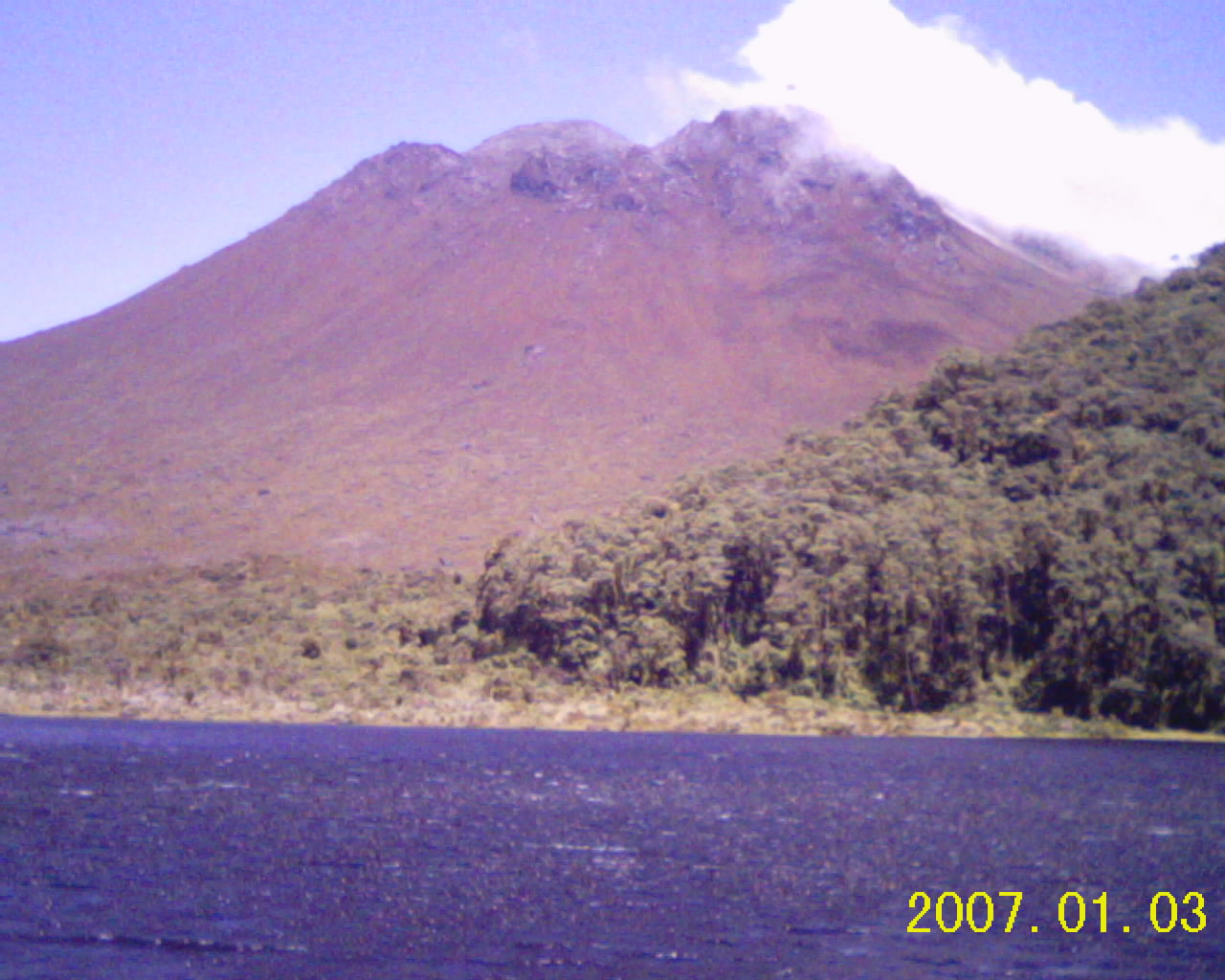
Vue du Doña Juana depuis la Laguna del Silencio.